# 고려의 음악
아래는 고려의 음악을 설명한 것이다.

## 고려시대의 음악
고려를 창건한 태조(太祖)는 신라의 고풍을 많이 답습하였다. 화랑 또는 선랑(仙郞)이 천령(天靈)과 오악(五嶽)·명산대천(名山大川)·용신(龍神)·신기(神抵)에 국가 태평을 비는 팔관회(八關會)와 불교의식인 연등회(燃燈會)가 그 일례이다. 이 두 가지 의식은 향악과 당악뿐만 아니라 백희(百戱)까지도 포괄한 큰 규모의 의식으로, 그 음악들도 의식과 함께 신라의 것을 답습하였다. 신라풍의 사뇌가(詞腦歌)는 균여(均如, 917-973)에 의하여 계속되었다. 그러나 예종, 의종(毅宗) 때에 이르러서는 신라의 유풍(화랑 따위)이 많이 쇠퇴하였다. 예종 때에는 송나라로부터 아악이 도입되었고, 또 송의 사악(詞樂)이 들어와 신라 때 들어온 당의 음악을 밀어냈다. 삼국시대부터 내려오는 향악은 고려에서도 계승되었고 새로 많은 향악곡이 생겨 그 일부는 조선 때까지 전승되었다.

## 팔관회(八關會)
명산대천·용신을 가무로 희열시켜 복을 비는 제도로 신라 국선의 유풍(遺風)이다. 연등회와 더불어 고려의 큰 국가의식의 하나로 궁중의 구정(毬庭)에 다섯길이나 되는 무대를 세우고 사선악부(四仙樂部) 및 용·봉·상(象)·마(馬)·차(車)·선(船) 등 여러 가지 형태의 춤을 비롯하여 가무백희가 행해졌다. 이 팔관회는 고려 초기에 극성기를 이루었고, 그 후 쇠퇴하기는 했으나 고려 말기까지 계속하다가 근세조선에 와서 철폐되었다.

## 아악(雅樂)의 도입
1116년(예종 11년)에 송(宋)나라의 휘종(徽宗)이 고려의 예종에게 아악(大晟雅樂)을 보내와 편종(編鐘)·편경(編磬)·축(祝)·어 같은 희귀한 중국 고대악기에 의하여 4자 1구, 8구 1장으로 된 한문악장(漢文樂章)의 노래를 연주하는 아악이 종묘에서 처음으로 채용된 것은 획기적이었다. 의종 때에는 아악이 원구·사직(社稷)·선농(先農)·태묘(太廟)·문선왕묘(文宣王廟)·선잠(先蠶)에 사용되었으나, 명종(明宗) 18년(1188) 당시에는 그런 제례에 아악만 사용되지 않고, 향악이 아헌(亞獻)과 종헌(終獻)에만 섞였기 때문에 고려조의 아악은 아직 미비하였다고 하겠다.

## 대성아악(大晟雅樂)
중국 송대의 아악으로 송 태조 때부터 휘종에 이르기까지 6회에 걸쳐 고쳐 만들었다. 1105년에 구악(舊樂)을 일절 쓰지 않기로 함과 동시에 대성부(大晟府)를 세워 아악을 관장하였다. 우리나라에는 1116년(예종 11년) 송 후종이 하례사 왕자지(王子之), 문공미(文公美)가 돌아오는 길에 대성아악을 보내왔다. 이 송의 대성아악은 고려 때 제향(祭享)에 쓰였는데, 근세조선 세종 때는 박연(朴堧) 등이 중국 한(漢)·당(唐)·송(宋)의 전적을 참고하여 중국 주나라 제도(周制)에 가깝게 새로 제정하였다.

## 송의 사악(詞樂)의 성행
송의 음악이 고려에 들어와 신라시대에 들어온 당(唐)의 음악을 밀어냈다. <고려사(高麗史)> 악지(樂志)에 실린 당악(唐樂)이란 것은 사실 전부 송의 사악이다. 사(詞)라는 것은 장단구(長短句)라고도 칭하듯, 시의 매행(每行)이 균일적으로 칠언(七言)으로 되어 있지 않고, 7언·5언·7언·6언과 같이 길고 짧다. 그러나 그 불규칙적인 길이의 가사에 붙여진 음악의 길이만큼은 규칙적으로 8행(井間譜로)이다.  <고려사>의 '악지'에 실린 사(詞) 41수 중에서 8수가 중국시인 유영(柳永, 11세기)의 작으로 판명되었는데, 그 판명으로 사가 대개 11세기 이후에 고려에 들어온 것을 알 수 있다. 사(詞)의 하나인 낙양춘(洛陽春)의 가사가 <고려사> 악지에 실려 있고, 구양수(歐陽修, 1007-1072)의 작으로 판명되었는데, 4행 1구(尾前詞와 尾後詞)로 되었다. 또 한편 낙양춘의 악보는 18세기의 <속악원보(俗樂源譜)>에 실려 있는데, 사(詞) 1행(5자-7자)이 규칙적으로 정간보의 8행에 들어 있고, 그 정간보 8행은 제4행과 제8행에 들어가는 박(拍)에 의하여 둘로 나뉜다.  위에서 ○표는 그 선행가사가 ○표가 달리지 않은 가사의 2배의 시가(時價)를 가진 것을 표시한다.  이 악보에 의하면, 중국의 사악(詞樂)은 대개 일자일음식(一字一音式, syllabic)이고 간주곡(間奏曲)과 후주곡(後奏曲)을 갖지 않은 것을 특색으로 하고 있다.

## 고려의 향악(鄕樂)
고려조의 향악은 <고려사>의 '악지'에 29곡에 보여주는데, 그 중 오관산(五冠山)·거사련(居士戀)·처용(處容)·사리화(沙里花)·장암(長岩)·제위보(濟危寶)·정과정(鄭瓜亭)의 7곡은 이제현(李齊賢, 1288-1367)에 의하여 한문으로 역시(譯詩)되어 있어 그것들이 13세기 이전의 것임을 알 수 있다. 우리말의 시가(詩歌)는 한시가 4행임에 비하여 3행 또는 5행과 같이 기수(奇數)의 행을 가진 것이 주목된다. 그리고 음악에서는 그 1행에 두 박이 들어간다.   3행(行)의 예 귀호곡(歸乎曲－가시리)    가시리 가시리	/이꼬나난   바리고 가시리	/이꼬나난 위   중즐가		/大平盛代   5행(行)의 예 청산별곡(靑山別曲)     살어리 살어리	/라ㅅ다   청산의 살어리	/라ㅅ다   멀위랑 다래랑	/따 먹고   창신의 살어리랏다/얄리얄리   얄라		/얄라성얄라  <대악후보(大樂後譜)>와 <시용향악보(時用鄕樂譜)>에 의하면, 향악은 대부분 일자수음식(一字數音式)이어서(예: 西京別曲) 중국음악의 일자일음식(一字一音式)의 아정(雅正)한 것에 비하여 염려(艶麗)한 것을 특색으로 하고 있다. 또 향악이 중여음(中餘音, 間奏)을 가진 점에서도 중국음악과 다르다. 고려조의 향악은 남녀의 사랑을 노래한 것이 많다. 그리고 관현 반주를 가진 노래는 간주와 후주 같은 발달한 형식으로 되었고, 또 일자수음식이라서 염려(艶麗)하여 이런 점에서 고려청자의 화려한 것에 비할 수 있겠다.

## 고려향악의 악보
<고려사> 악지에 그 명칭이 적힌 많은 향악곡은 대부분 악보는 물론 사설도 전하지 않지만 다행히 그 일부는 조선 때까지 전승되어 악보와 사설이 남은 것이 있다. <고려사>에 명칭이 있는 것으로 현재까지 전하는 것으로는 동동(動動)·서경별곡(西京別曲)·자하동(紫霞洞)·한림별곡(翰林別曲)·풍입송(風入松)·정과정(鄭瓜亭) 등이다. 이 밖에 고려향악곡으로 추정되는 것으로 악보가 전하는 것은 사모곡(思母曲)·쌍화곡(雙花曲)·정석가(鄭石歌)·청산별곡(靑山別曲)·유구곡(維鳩曲)·가시리(귀호곡, 歸乎曲)·상저가(相杵歌)·야심사(夜深詞)·만전춘(滿殿春)·정읍(井邑)·이상곡(履想曲)·봉황음(鳳凰吟)·북전(北殿) 등의 악보가 전한다. 이들 악곡은 오늘날 거의 전승되지 못하고 끊어졌으나 풍입송·서경별곡·만전춘은 조선의 제례악에 편곡되어 이 악곡만은 지금도 연주되고 있다.

## 향악정재(鄕樂呈才)와 당악정재(唐樂呈才)
정재(呈才)란 궁중무용을 가리키는 용어이다. 고려 때에 쓰던 정재에 신라 때부터 내려오는 향악정재와 중국에서 들어온 당악정재가 있는데, 그 제도가 다르다. 당악정재에는 포구락(抛毬樂)·헌선도(獻仙桃)·수연장(壽延長)·오양선(五羊仙)·연화대(蓮花臺) 등이 있는데, 포구락을 예로 들면 죽간자(竹竿子－정재에 쓰이는 도구로 긴 나무 막대기의 한쪽 끝에 가는 대 100개를 꽂았다)를 든 여기(女妓) 2인이 관현반주(管絃伴奏) 전인자(前引子)에 맞추어 입장하여 서면, 동시에 음악이 그치고 죽간자가 무반주로 한문으로 된 구호를 부른다. 다음에는 무기(舞妓)들이 관현반주로 춤추며 들어와서 서면, 음악이 그치고 무기들은 무반주로 한문의 창사(唱詞)를 부른다. 이어서 관현반주에 맞추어 춤을 추고 나서 용알을 구문(毬門)의 구멍으로 던져넣는다. 용알 던지기가 끝나면 죽간자 2인이 관현반주(後引子)에 맞추어 나와 무반주로 '구호'를 부르고 나가고 뒤이어서 무기가 나간다. 이같이 당악정재는 죽간자의 입퇴장과 음악(전인자와 후인자)과 구호 및 무기들의 무반주의 창사를 그 특징으로 한다. 향악정재는 동동(動動, 牙拍)·무애무(無▩舞)·왕모대무(王母隊舞) 등이 있는데 동동을 예로 들면 무기 2인이 들어와서 엎드려 있으면서 음악에 맞추어 동동의 첫구, 즉 덕과 복을 드리는 노래를 부르고 나서 일어나서 관현악과 제기(諸妓)의 합창에 맞추어서 춤을 춘다. 춤이 끝나면 무기는 엎드렸다가 일어나서 퇴장한다. 이같이 향악정재는 당악정재에 보이는 죽간자의 인자(引子)와 구호가 없고 창사처럼 무반주로 무기가 노래하지 않고, 신라시대의 무척(舞尺)·금척(琴尺)·가척(歌尺)과 같이 고려시대의 향악정재도 무기·관현반주·여성합창(女聲合唱)의 3부분으로 이루어진 것을 특징으로 하였다.